# Destinație finală 4
Destinație finală 4 (engleză: The Final Destination sau Final Destination 4) este un film de groază din 2009.
Este al patrulea film din seria de filme Destinație finală și primul al seriei care a fost realizat în format 3D.

## Prezentare
Adolescentul Nick reușește împreună cu iubita lui,Lori,și cu alte persoane să fenteze moartea după ce are o viziune în care el și ceilalți vor muri într-un accident de mașini de la o cursă.

## Actori
| Actor              | Personaj                  |                       |
| ------------------ | ------------------------- | --------------------- |
| Bobby Campo        | Nick O'Bannon             |                       |
| Shantel VanSanten  | Lori Milligan             |                       |
| Nick Zano          | Hunt Wynorski             |                       |
| Haley Webb         | Janet Cunningham          |                       |
| Mykelti Williamson | George Lanter             |                       |
| Krista Allen       | Samantha Lane             |                       |
| Andrew Fiscella    | Andy Kewzer               |                       |
| Andrew Fiscella    | Charlie "Gearhead" Kewzer |                       |
| Justin Welborn     | Carter Daniels            |                       |
| Stephanie Honore   | Nadia Monroy              | prietenul lui Charlie |
| Lara Grice         | Cynthia Daniels           | soția lui Carter      |
| Jackson Walker     | Jonathan Grove            | Cowboy                |
| Phil Austin        |                           | bărbatul Samantei     |
| William Aquillard  |                           | copilul Samantei      |
| Brendan Aquillard  |                           | copilul Samantei      |
| Juan Kincaid       |                           | Newsreader            |